# واشبورن گیتارز
واشبورن گیتارز (انگلیسی: Washburn Guitars) شرکت تجهیزات موسیقی آمریکایی است، که در سال ۱۸۸۳ تأسیس شد.